# 圣盎博罗削圣殿

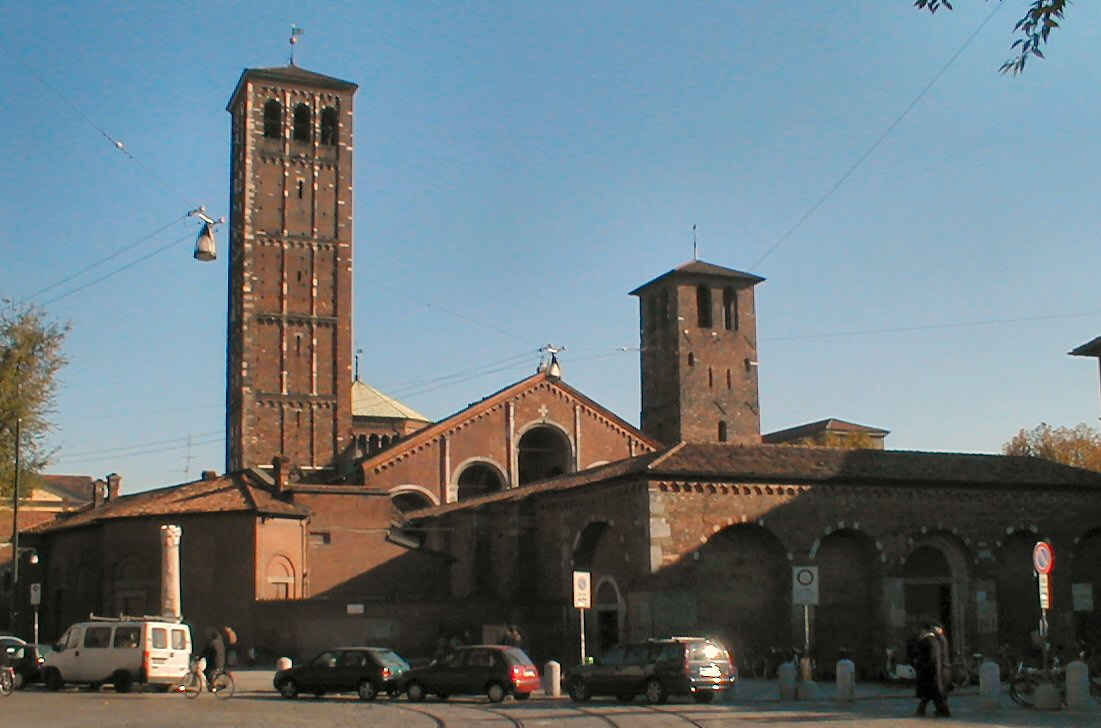
外观

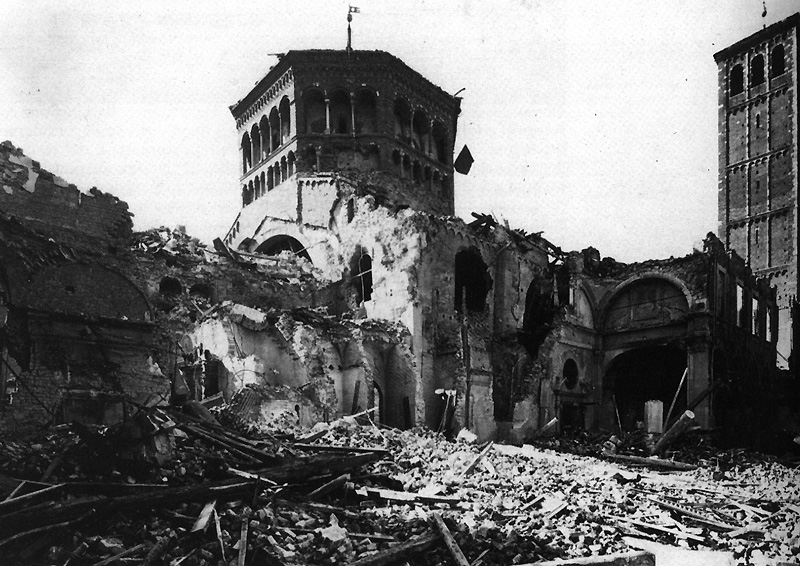
轰炸后

圣盎博罗削圣殿（Basilica di Sant'Ambrogio）是意大利北部城市米兰的一座天主教宗座圣殿。

## 历史
圣盎博罗削圣殿是米兰最古老的教堂之一，由圣盎博罗削建于379-386年，所在的地区安葬了无数死于罗马迫害的殉道者。教堂最初的名字是殉教者圣殿（Basilica Martyrum）。 
在接下来的几个世纪，建筑进行数次修复和部分重建，1099年重建后形成目前的罗曼式建筑外观。 
其小屋般扁平的立面是典型的伦巴第中世纪建筑。它有两层凉廊，下层有三个拱，同等尺寸；上层有五个拱，随着屋顶有不同的高度。米兰主教在此祝福在堂外的人们。
该教堂有两个钟楼。右侧的一个称为dei Monaci（“僧侣的”），建于9世纪，较为简朴。左侧的钟楼较高，建于1144年，1889年又增加了两层。
该教堂还有皇帝路易二世墓，他于875年死在伦巴第。 
1943年8月的盟军轰炸严重损害了圣殿，特别是后殿，及周边地区。此后建造一座建筑，现在涂粉红色，作为修院院長辦公室和博物馆。

## 其他
- 美国加州大学洛杉矶分校的罗伊斯厅（Royce Hall）和鲍威尔图书馆（Powell Library），系模仿圣盎博罗削圣殿。